# Glenborrodale Castle
Glenborrodale Castle är ett slott i Storbritannien.   Det ligger i kommunen Highland och riksdelen Skottland, i den nordvästra delen av landet, 700 km nordväst om huvudstaden London.
Terrängen runt Glenborrodale Castle är huvudsakligen kuperad, men åt nordväst är den platt. Havet är nära Glenborrodale Castle västerut.  Trakten runt Glenborrodale Castle är nära nog obefolkad, med mindre än två invånare per kvadratkilometer. Närmaste större samhälle är Tobermory, 11,7 km sydväst om Glenborrodale Castle. Trakten runt Glenborrodale Castle består i huvudsak av gräsmarker.